# Condola Rashād

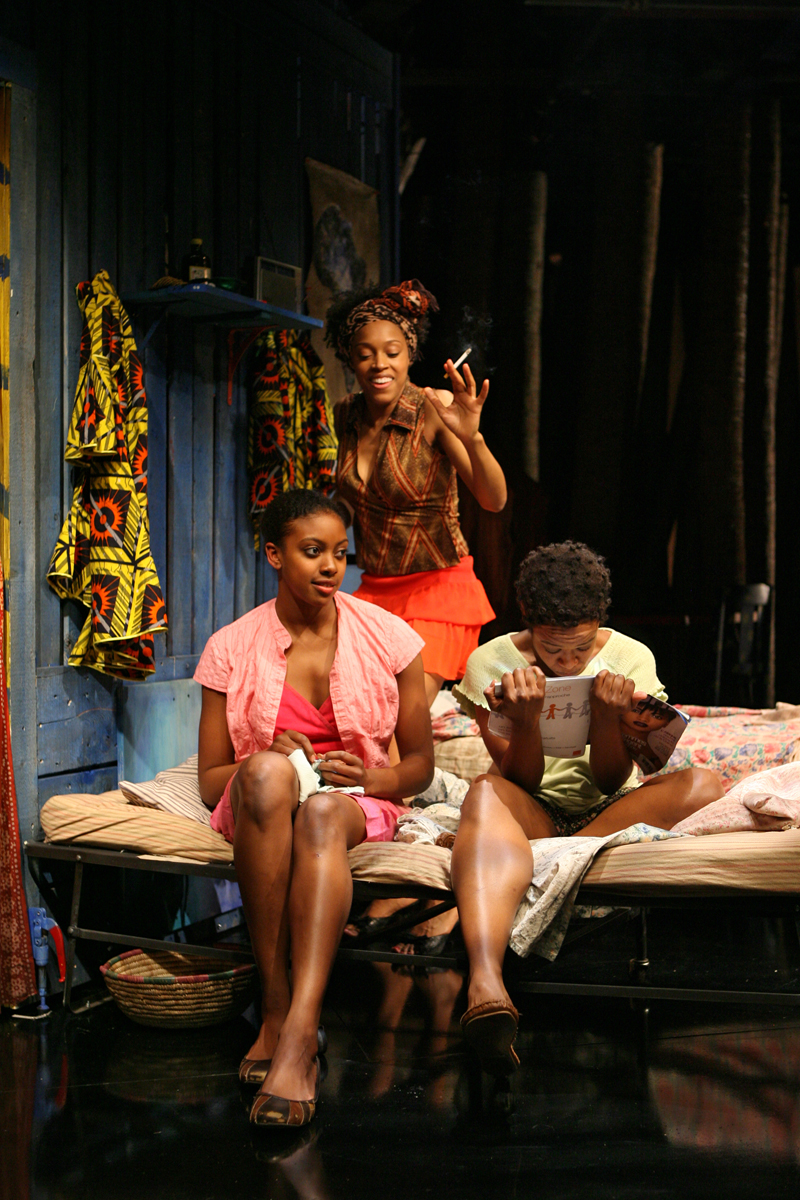
Condola Rashād (links sitzend) in dem Stück Ruined, Manhattan Theatre Club, 2009

Condola Rashād (* 11. Dezember 1986 in New York City, New York) ist eine US-amerikanische Theater- und Filmschauspielerin.

## Leben
Condola Rashād absolvierte bis 2008 ihr Schauspiel-Studium am California Institute of the Arts. Danach wurde sie als Theater- und Filmschauspielerin tätig. Für das Stück Ruined wurde sie mit dem Theatre World Award für das beste Debüt ausgezeichnet. Für die Broadway-Stücke Stick Fly (2011) und The Trip to Bountiful (2013) wurde sie jeweils für einen Tony Award als Beste Nebendarstellerin nominiert. 2013 spielte sie „Julia“ in der Broadway-Version von Romeo und Julia.
Von 2016 bis 2023 spielte sie als „Kate Sacker“ in der Serie Billions. 2017 wurde sie für das Broadway-Stück A Doll’s House, Part 2 wieder für einen Tony Award nominiert, genauso 2018 für Saint Joan.

## Filmografie (Auswahl)
- 2009: Good Wife (Fernsehserie, Folge 1x08)
- 2010: Sex and the City 2
- 2012: Steel Magnolias (Fernsehfilm)
- 2012: 30 Beats
- 2012–2013: Smash (Fernsehserie, 4 Folgen)
- 2014: Romeo and Juliet
- 2014: Elementary (Fernsehserie, Folge 3x04)
- 2015–2017: Master of None  (Fernsehserie, 2 Folgen)
- 2016: Money Monster
- 2016: Complete Unknown – Du bist, wer du vorgibst zu sein (Complete Unknown)
- 2016–2023: Billions (Fernsehserie, 60 Folgen)
- 2017: Bikini Moon
- 2018: Come Sunday
- 2019: Good Posture
- 2021: The Prince (Fernsehserie, Stimme von Meghan Markle)